# Ii Naosuke
Ii Naosuke est un nom japonais traditionnel ; le nom de famille (ou le nom d'école), Ii, précède donc le prénom (ou le nom d'artiste).
Ii Naosuke (井伊 直弼, 29 novembre 1815-3 mars 1860) était un daimyō de Hikone, membre du clan Ii, qui a occupé le poste de tairō au Japon. Il est resté tairō du 23 avril 1858 jusqu'à sa mort.
Il est connu pour avoir signé le traité Harris, un traité pour l'entente commerciale entre les États-Unis et le Japon. Il a aussi laissé des écrits (2 travaux) concernant le chanoyu (cérémonie du thé) dont il était un grand pratiquant dans le style Sekishūryū.
Il était le 14e fils illégitime de Ii Naonaka, daimyō du domaine de Hikone. De par sa filiation, il ne pouvait prétendre à une grande importance dans le clan Ii et il partit dans un monastère bouddhiste.
Cependant, ses frères aînés moururent les uns après les autres ou furent adoptés par d'autres familles (ou plutôt placés pour les empêcher d'hériter du domaine de leur père). En 1850, le dernier de ses frères décéda et Naosuke hérita du domaine féodal de Hikone.
Naosuke prit alors une part active dans les réformes du shogunat et dans la défense de la baie de Tokyo, consécutivement à l'arrivée de la flotte de Matthew Perry.
En 1858, le shogun Tokugawa Iesada tomba malade et devint incapable de gouverner : quelqu'un devait assurer un interim. Naosuke gagna les élections au poste de tairō face à Hitotsubashi Keiki grâce au support du tozama. Ainsi Naosuke fut-il placé à la tête du Japon.
Naosuke était en faveur de l'ouverture du Japon sur l'Occident, ce qui causa des tensions avec les tenants du Sonnō jōi qui militaient pour l'expulsion des « barbares ».
Il fut assassiné pendant la nuit, à proximité de la porte Sakuradamon du château d'Edo, par une bande de 17 rōnin.